# Ester Kriström
Ester Charlotta Kriström, född 13 juli 1885 i Umeå stadsförsamling, Västerbottens län, död 11 mars 1961 i Lidingö församling, Stockholms län, var en svensk folkskollärare och rösträttsaktivist. 
Kriström var verksam i kampanjen för införandet av kvinnlig rösträtt i Sverige. Hon var styrelseledamot i Landsföreningen för kvinnans politiska rösträtt och ordförande för Föreningen för kvinnans politiska rösträtt i Kiruna 1907–1908. 